# 보노 (사르데냐)
보노(Bono, 사르데냐어: Bòno)는 이탈리아 사르데냐 주 사사리도의 코무네로, 칼리아리에서 북쪽으로 약 130 킬로미터 (81 mi), 사사리에서 남동쪽으로 약 50 킬로미터 (31 mi) 떨어져 있다.

## 역사
보노 지역은 누라게 시대부터 인간이 거주했으며, 이 지역 전체에 흩어져 있는 수많은 누라게 유적이 이를 증명한다.